# ماركو زانيني
ماركو زانيني هو مصمم أزياء إيطالي، ولد في 10 سبتمبر 1971 في ميلانو في إيطاليا.